# Thérèse Desqueyroux
Thérèse Desqueyroux er en fransk film fra 2012. Den er instrueret af Claude Miller. Den handler om Thérèses
problemer med sit ægteskab med Bernard i 1920'ernes Frankrig. Filmen bygger på romanen af samme navn fra 1927 af François Mauriac.

## Handling
Thérèse bliver i slutningen af 1920'erne gift med Bernard (af familien la Trave) og flytter ind på dennes slot i Landes i nærheden af Bordeaux. Thérèse kommer selv fra en velhavende familie og de to familier har hele tiden ment at det vil være godt for begge at de to bliver gift.
Bernards yngre søster Anne skal naturligvis også giftes godt, men hun bliver desværre forelsket i en ung mand, Jean Azevedo, der godt nok 
er velhavende men måske også jøde, hvilket derfor er umuligt. Desværre er Anne meget forelsket, hvilket bringer megen uro i familien Og 
også, skal det vise sig, i Thérèses forhold til sit ægteskab, som aldrig helt har levet op til hendes forventninger. 
Da Bernard tager noget medicin mod indbildte sygdomme, overdoserer Thérèse, nærmest ubevidst, medicinen, hvilket resulterer i at Bernard er tæt på at dø. Skandalen lurer, men man får den afværget. Et normalt ægteskab mellem Thérèse og Bernard er imidlertid umuligt og Thérèse idømmes en slags husarrest af familien, som hun dog til sidst lykkes at bryde ud af og flytte alene til Paris, hvor hun kan leve sit liv som hun ønsker sig det.

## Medvirkende
- Audrey Tautou: Thérèse Desqueyroux
- Gilles Lellouche: Bernard Desqueyroux
- Anaïs Demoustier: Anne de la Trave
- Catherine Arditi: Madame de la Trave
- Isabelle Sadoyan: Tante Clara
- Francis Perrin: Monsieur Larroque
- Jean-Claude Calon: Monsieur de la Trave
- Max Morel: Balion Françoise Goubert
- Françoise Goubert: Balionte
- Stanley Weber: Jean Azevedo